# Мухаммед-хан
Мухаммед Кули-хан Ереванский или Мухаммед Кули-хан ибн Лала бей (перс. محمدقلی خان ایروانی‎), (XVII век) — бейлербей Чухур-Саада в составе государства Сефевидов, наследовавший Кей-Хосров-хану Чаркязли.
Согласно профессору Руди Матти, он был одним из чиновников, потерявших своё положение во время «заговора», который устроил тогдашний визирь Мухаммед-бей (1654—1666).